# XXVIII Esposizione internazionale d'arte di Venezia
La 28ª Biennale Internazionale d'Arte di Venezia ebbe luogo dal giugno all'ottobre del 1956.

## Leone d'oro

### Artisti partecipanti
- Alvar Aalto,
- Afro,
- Bernard Buffet,
- Enrico Cajati,
- Francesco Caserati,
- Lynn Chadwick,
- Sandro Cherchi,
- Pietro Consagra,
- Eugène Delacroix,
- Josef Dobrowsky,
- Pablo Gargallo,
- Richard Gerstl,
- Emilio Greco,
- Juan Gris,
- Renato Guttuso,
- Hans Hartung,
- Bernhard Heiliger,
- Hilary Heron,
- Ivon Hitchens,
- Joseph Kutter,
- Romeo Mancini,
- Onofrio Martinelli,
- Aldemir Martins,
- Piet Mondrian,
- Ernst Wilhelm Nay,
- Emil Nolde,
- Fausto Pirandello,
- Filippo de Pisis,
- Arnaldo Pomodoro,
- Giò Pomodoro,
- Giovanni Pontini,
- Miodrag Protic,
- Toni Stadler,
- Hans Staudacher,
- Wilhelm Thöny,
- Joaquín Torres García
- Torres-García,
- Arturo Tosi,
- Auguste Tremont,
- Emilio Vedova,
- Jacques Villon,
- Pasquale Vitiello,
- Fritz Winter,
- Rik Wouters